# آندریان نیکولایف
آندریان گریگوریویچ نیکولایف (به انگلیسی: Andriyan Grigoryevich Nikolayev) فضانورد اهل اتحاد شوروی است که در ۵ سپتامبر ۱۹۲۹ در شورشلی زاده شد. وی در مأموریت وستوک۳، سایوز۹ حضور داشته است.